# اهمیک، میشیگان
اهمیک، میشیگان (به انگلیسی: Ahmeek, Michigan) یک منطقهٔ مسکونی در ایالات متحده آمریکا است که در میشیگان واقع شده‌است.

## خصوصیات
اهمیک ۰٫۱۸ کیلومترمربع مساحت و ۱۴۶ نفر جمعیت دارد و ۲۶۵ متر بالاتر از سطح دریا واقع شده‌است.